# Jörg Vierkant
Jörg Vierkant (* 16. Juli 1953 in Barth) ist ein ehemaliger deutscher Politiker der Christlich Demokratischen Union Deutschlands (CDU). Von 1998 bis 2011 war er Mitglied des Landtages von Mecklenburg-Vorpommern.

## Leben
Vierkant machte 1972 in Barth das Abitur. Nach dem Wehrdienst studierte er von 1974 bis 1978 an der Pädagogischen Hochschule in Güstrow. Anschließend war er bis 1990 als Lehrer für Mathematik, Physik und Astronomie in Stralsund tätig und bis 1991 als Leiter einer Schule. Danach arbeitete er bis 1998 als Seminarleiter am Landesinstitut für Schule und Ausbildung (L.I.S.A.) in Stralsund.

## Politik
Vierkant war bis 1991 parteilos und trat dann der CDU bei. Seit 1996 war er Kreisvorsitzender der Partei. Von 1994 bis 1997 war er Mitglied der Bürgerschaft Stralsunds. Ab dem 26. Oktober 1998 war er Abgeordneter im Landtag von Mecklenburg-Vorpommern. Von 2005 bis Oktober 2006 war Vierkant Vorsitzender des Petitionsausschusses. Bei der Landtagswahl in Mecklenburg-Vorpommern 2006 konnte er durch ein Direktmandat im Wahlkreis 26 (Stralsund II) erneut in den Landtag einziehen. Ab November 2006 war er Mitglied im Fraktionsvorstand der CDU-Landtagsfraktion. Außerdem war Vierkant Leiter des CDU-Arbeitskreises im Bereich Bildung. Zur Landtagswahl in Mecklenburg-Vorpommern 2011 trat Jörg Vierkant aus gesundheitlichen Gründen nicht mehr an.